# جورجو تیراباسی
جورجو تیراباسی (انگلیسی: Giorgio Tirabassi؛ زادهٔ ۱ فوریهٔ ۱۹۶۰) یک هنرپیشه اهل ایتالیا است. 
از فیلم‌هایی که وی در آن نقش داشته است، می‌توان به شام، حوزه استحفاظی، کاپوت موندی، بوی شب و اسنک بار بوداپست اشاره کرد. 
تیراباسی در سال ۱۹۹۹ برنده جایزه انجمن ملی فیلم ایتالیا بهترین بازیگر نقش مکمل مرد شده است.